# Open Mobile Alliance
Open Mobile Alliance (OMA, с англ. — «Открытый Мобильный Альянс») — международная организация по стандартизации, главной целью альянса является разработка открытых стандартов для мобильных телефонов.

## История
OMA была учреждена в июне 2002 года, чтобы объединить под одно целое быстро развивающиеся промышленные инициативы: WAP Forum, Wireless Village, The SyncML Initiative, Location Interoperability Forum, Mobile Games Interoperability Forum и the Mobile Wireless Internet Forum. У каждого из этих форумов был свой устав, свои процедуры принятия решений, свои расписания релизов, а в некоторых случаях существовала некоторое дублирование в спецификациях, вызывая дублирования в работе.
В число членов входят производители, как мобильных телефонов и мобильных операторов, так и продавцы программного обеспечения.
В настоящее время альянс насчитывает порядка 300 членов.

## Основные участники OMA
Члены Open Mobile Alliance:
|                           | Сотовые операторы               | Производители ПО           | Производители телефонов                                            |
| ------------------------- | ------------------------------- | -------------------------- | ------------------------------------------------------------------ |
| Полноправные члены        | - Telefonica - Vodafone         | - IBM - Oracle Corporation | - Ericsson - Sony Ericsson - Siemens - Nokia - Openwave - Motorola |
| Члены-спонсоры            | - AT&T - Orange SA - SK Telecom | - Microsoft                | - Research In Motion Limited - Samsung                             |
| Ассоциированные участники |                                 | - Adaptive Mobile - AePona |                                                                    |

## Принципы
- Миссия: Обеспечение интероперабельной вспомогательного сервиса, работающей в разных странах, операторов и мобильных терминалов.
- Инвариантный к инфраструктуре сети: OMA только стандартизирует прикладные протоколы; Спецификации OMA предназначены для работы с любой технологии сотовой сети, используемыми, чтобы обеспечить передачу данных и организация сети. Эти сетевые технологии определяются внешними сторонами. В частности, спецификации OMA для данной функции, то же самое с GSM, UMTS или CDMA2000 сетях.
- Добровольного присоединения: соблюдение стандартов является полностью добровольным; OMA никого не принуждает; OMA не является организации по стандартизации официально финансируемых правительством, как МСЭ, но форум для отрасли заинтересованными сторонами в целях согласования общих спецификаций для продуктов и услуг. Цель состоит в том, что, согласившись на общие стандарты, заинтересованные стороны смогут «делиться ломтиками от большего пирога».
- Лицензирования прав интеллектуальной собственности «FRAND»: Члены OMA, которые владеют правами интеллектуальной собственности (например, патентом) на технологии, которые необходимы для реализации спецификации, соглашаются заранее обеспечить лицензией на свою технологию на «справедливых, разумных и не дискриминационных» условиях с другим членами.
- Правовой статус: OMA-Британская компания с ограниченной ответственностью

## Связь с другими организациями по стандартизации
OMA связана с другими организациями по стандартизации на регулярной основе, чтобы избежать наложения в спецификациях:
- 3GPP
- 3GPP2
- IETF
- W3C

## Спецификация стандартов
OMA поддерживает ряд спецификаций, в том числе
- MMS, спецификации для обмена мультимедийными сообщениями.
- OMA DRM, спецификации для управления цифровыми правами.
- OMA Instant Messaging and Presence Service (OMA IMPS) — спецификация, которая представляет собой систему для обмена мгновенными сообщениями на мобильных телефонах (ранее известный как Wireless Village).
- OMA SIMPLE IM, мгновенный обмен сообщениями на основе SIP-SIMPLE
- OMA CAB, конвергентная адресная книга
- OMA CPM, конвергентная система обмена IP-сообщениями
- OMA Data Synchronization (OMA DS), спецификация для синхронизации данных c использованием SyncML.
- OMA Device Management (OMA DM) спецификация для управления устройствами с помощью SyncML.
- OMA BCAST спецификация для Mobile Broadcast Services.
- OME RME спецификация для Rich Media Environment.
- OMA PoC спецификация для Push to talk Over Cellular.
- OMA Presence SIMPLEспецификация для Presence, основанная на SIP-SIMPLE.
- OMA Service Environment
- FUMO Firmware update
- SUPL, услуга, основанная на протоколе IP для Assisted GPS на телефоне
- MLP, на основе IP-протокола для получения позиции/местоположения мобильных телефонов

Спецификации OMA использовались при разработке стандарта NGSI-LD - информационной модели и API, принятой ETSI и основанный на спецификациях OMA NGSI-09 и NGSI-10, расширяющий их для предоставления привязок и формального использования графов свойств с типами узлов и отношений (ребер), которые могут играть роль меток в ранее упомянутых моделях и поддерживают семантические ссылки путем наследования классов, определенных в общих онтологиях.